# Яниці (Нижньосілезьке воєводство)
Яниці (пол. Janice) — село в Польщі, у гміні Любомеж Львувецького повіту Нижньосілезького воєводства.
Населення — 92 особи (2011).

## Демографія
Демографічна структура станом на 31 березня 2011 року:
|          | Загалом | Допрацездатний вік | Працездатний вік | Постпрацездатний вік |
| -------- | ------- | ------------------ | ---------------- | -------------------- |
| Чоловіки | 48      | 7                  | 33               | 8                    |
| Жінки    | 44      | 5                  | 24               | 15                   |
| Разом    | 92      | 12                 | 57               | 23                   |